# AB Argir
O AB Argir ou Argja Bóltfelag é um clube de futebol das Ilhas Faroe, da cidade de Argir. Atualmente disputa a Effodeildin, a 1ª divisão das Ilhas Faroe.

## Títulos
- Terceira Divisão Faroesa: 1
  - 2002